# Język Guanczów
Język Guanczów – wymarły język słabo znanego ludu Guanczów – przedkolonialnych mieszkańców Wysp Kanaryjskich. Wyszedł z użycia w XVI wieku n.e., zachowało się jedynie kilka fraz i pojedynczych wyrazów zapisanych przez wczesnych hiszpańskich podróżników. 
Język Guanczów wywarł wpływ na lokalny dialekt języka hiszpańskiego, jego świadectwem są też, używane do dzisiaj, stare geograficzne nazwy własne na Wyspach Kanaryjskich. Z powodu szczątkowych informacji trudno określić przynależność genetyczną języka Guanczów, jednak niektórzy językoznawcy łączą go z rodziną berberyjską.